# カンボジアの国章
カンボジア王国の国章（カンボジアおうこくのこくしょう、クメール語: ព្រះរាជសង្ហាកម្ពុជា）は、カンボジア王室の紋章を使用しておりカンボジアの王権を象徴している。現在の国王であるノロドム・シハモニの王旗にもこの紋章が描かれている。

## 紋章記述
紋章に描かれている動物（サポーター）は、向かって左にいるのがゾウの鼻を持つ獅子であるガジャシンハ（gajasingha）、右にいるのがシンハ（singha、獅子）である。二匹の動物は、王家のための五層の日傘を捧げ持っている。
その間にあるのはカンボジア式の王冠で、頂上から日の光を放っている。王冠の左右には木の葉のようになった金色のマントが上に向かってたなびき、王冠の下にはローブが垂れ下がり、その手前に青い盾がある。盾の中に描かれているのは、台座のついた皿（タイのパーン（Phan）と同様のもの）が二段重ねられ、聖なる剣とクメール語のオームのシンボルが載せられている図柄である。皿の下には勲章が描かれ、その両側から緑の月桂樹の葉の飾りが皿を囲んでいる。
紋章の下部にある帯には、クメール語で「Preah Chao」（幸いな支配者）、「Krung」（国、王国）、「Kampuchea」（カンプチア / カンボジア）とあり、合わせて「カンボジア王国の国王」と読める。

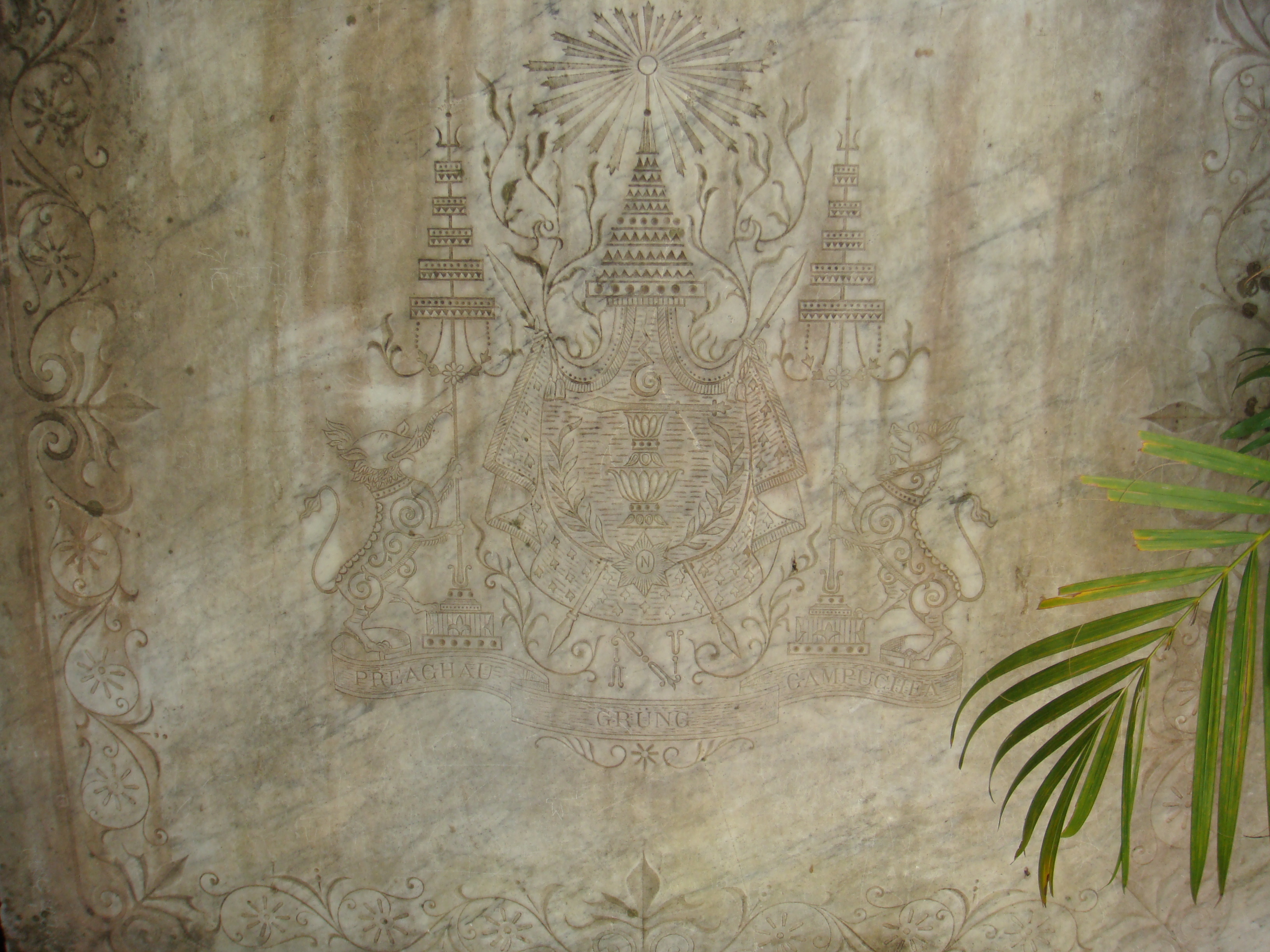
石に刻まれたカンボジア国王の紋章
カンボジアの王旗

## 歴史
上に示した西欧の紋章学に基づいたカンボジア王室の紋章は、1953年のカンボジア王国の独立の際に制定された。しかしクーデターで立憲君主制が覆された後のクメール共和国（1970年 - 1975年）ではこの紋章は廃止され、クメール・ルージュ支配下の民主カンボジア（1975年 - 1979年）でも、ベトナム軍の支援を受けてクメール・ルージュを追放した後のカンプチア人民共和国（1979年 - 1989年）でも、ベトナム軍撤退後のカンボジア国（1989年 - 1993年）でもこの紋章は用いられなかった。
1993年、ノロドム・シハヌークを国王とするカンボジア王国が誕生し、この紋章も復活している。
| 紋章画像 | 状態                                   | 期間           |
| -------- | -------------------------------------- | -------------- |
|          | カンボジア王国の国章                   | 1935年–1970年  |
|          | クメール共和国の国章                   | 1970年–1975年  |
|          | 民主カンボジアの国章                   | 1975年-1979年  |
|          | カンプチア人民共和国の国章             | 1979年-1981年  |
|          | カンプチア人民共和国の国章             | 1981年-1989年  |
|          | カンボジア国の国章                     | 1989年-1992年  |
|          | 国際連合カンボジア暫定統治機構 (UNTAC) | 1992年 -1993年 |